# Sampa (ort)
Sampa är en ort i Burkina Faso.   Den ligger i regionen Centre-Est, i den centrala delen av landet, 150 km sydost om huvudstaden Ouagadougou. Sampa ligger 283 meter över havet och antalet invånare är 684.
Terrängen runt Sampa är platt. Närmaste större samhälle är Tenkodogo, 9,1 km norr om Sampa.
Omgivningarna runt Sampa är en mosaik av jordbruksmark och naturlig växtlighet. Runt Sampa är det ganska tätbefolkat, med 96 invånare per kvadratkilometer.